# Mució Miquel
Pour les articles homonymes, voir Miquel.
Miquel  Serret est un nom espagnol. Le premier nom de famille, en général paternel, est Miquel ; le second, en général maternel, souvent omis, est Serret.
Mució, Joseph, Emmanuel Miquel  également connu sous le patronyme catalan de Muç Miquel, est un cycliste professionnel et résistant espagnol. Né le 12 mars 1902 dans le quartier de Les Corts à Barcelone (Espagne) de Emmanuel Miquel et Emmanuelle Serret, Il est mort empoisonné en déportation le 27 mai 1945 à Lübtheen (Allemagne). Si son palmarès comprend un titre de champion d'Espagne de cyclisme sur route obtenu en 1927, il est surtout connu comme étant le premier coureur à avoir gagné deux fois de suite le Tour de Catalogne (en 1924 et 1925).

## Biographie

### Enfance et débuts cyclistes

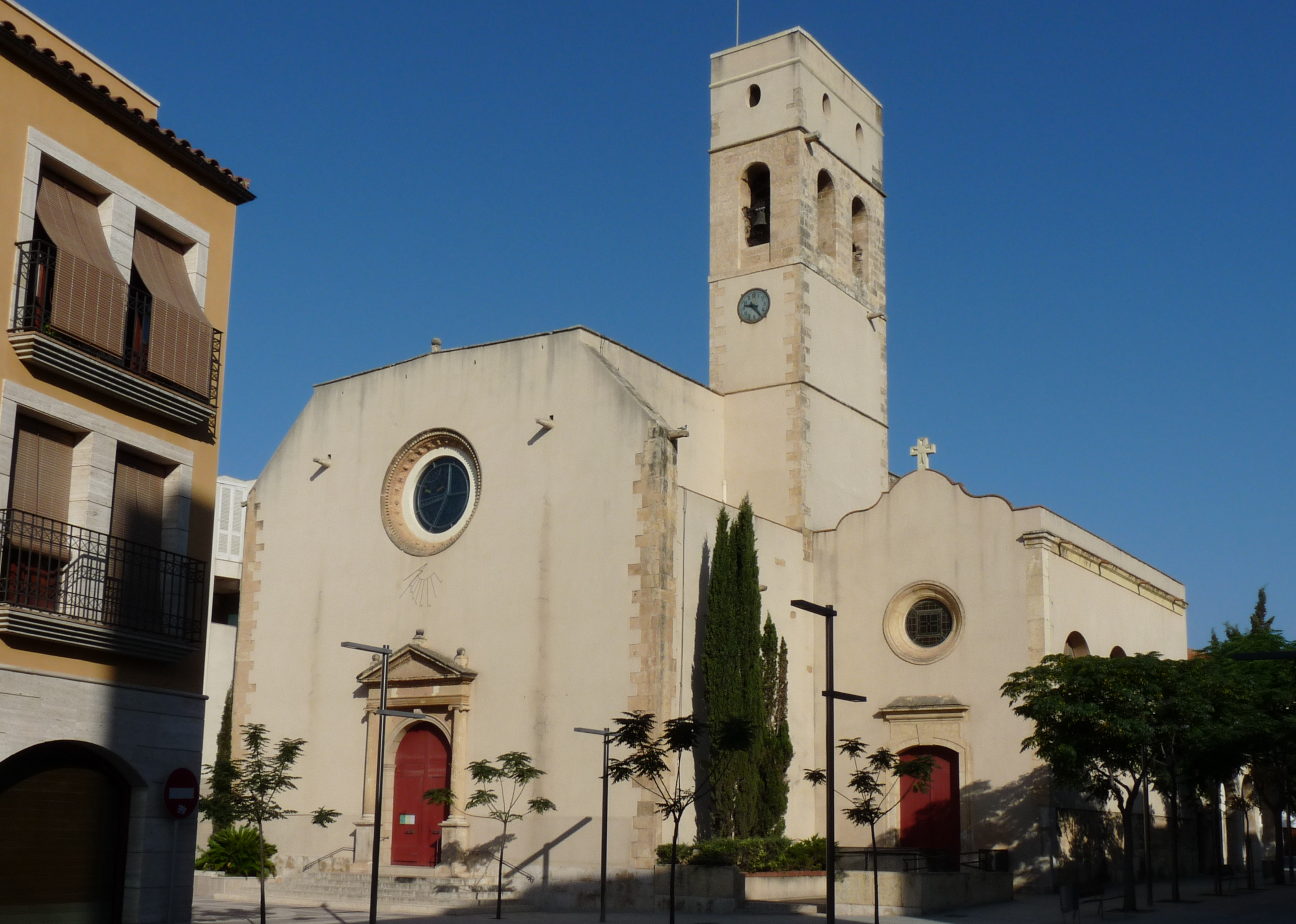
Église de Vila-seca.

Mució, Joseph, Emmanuel Miquel, également connu sous le patronyme catalan de Muç Miquel, nait le 12 mars 1902 dans le quartier de Les Corts à Barcelone (Espagne) où son père exerce la profession de veilleur de nuit. Orphelin de père et de mère dès l'âge de cinq mois, il ne connait donc pas ses parents. Recueilli par des membres de sa famille qui habitent à Vila-seca dans la province de Tarragone, il travaille dans l'agriculture jusqu'à ses seize ans. On peut affirmer sans peine que ce travail difficile lui a permis de se forger une certaine résistance physique qui lui permettra plus tard de s'imposer en course. Par la suite, et même si on ne connait pas avec exactitude la date de son départ, Mució Miquel émigre en France où il devient mécanicien dans un magasin de cycle. C'est à cette période qu'il découvre le cyclisme en compétition et dispute sa première course régionale. Sans pour autant vouloir en faire une passion ou un métier dans un premier temps, il commence à s'entrainer sérieusement et gagne ses premières courses. Il s'aligne sur plusieurs épreuves en Espagne et en France, mais sa carrière ne débute véritablement qu'en 1923 grâce à la cinquième place qu'il obtient au Tour de Catalogne.

### Carrière professionnelle

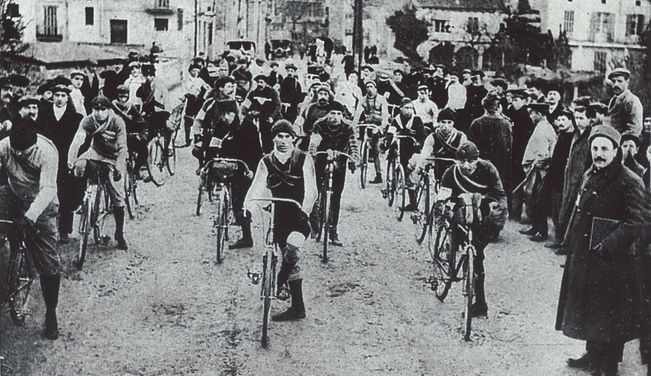
Premier départ du Tour de Catalogne (1911)

Mució Miquel se fait connaitre du public en 1923 quand il gagne le championnat de Catalogne de cyclisme. Au cours de la saison, il termine également cinquième du Tour de Catalogne remporté par le coureur français Maurice Ville. Il est probable que son inexpérience des grandes compétitions cyclistes et son tempérament impétueux l'empêchent d'obtenir un meilleur résultat sur cette épreuve qui constitue à l'époque la plus grande course espagnole par étapes. Cependant, celui que Maurice Ville qualifie de courageux et intelligent, emmagasine à cette occasion de l'expérience qu'il mettra à profit l'année suivante. Il est également troisième du championnat d'Espagne sur route au cours de l'année. Ses performances lui ouvrent les portes de l'équipe Unió Esportiva de Sants qui lui offre un contrat professionnel pour la saison suivante alors qu'il court jusque-là en individuel.
En 1924 il se classe neuvième du Tour du Pays basque et troisième de la Vuelta a Vitoria. Il est aussi sixième du championnat d'Espagne de cyclisme sur route et s'offre un nouveau titre de champion de Catalogne. Le point d'orgue de sa saison est constitué par sa victoire au Tour de Catalogne où il remporte pour la première fois le classement général de la course. Instruit par son échec de l'année précédente, il change sa façon de courir et économise ses forces pour s'imposer sans coup férir après avoir gagné deux étapes et porté le maillot de leader d'un bout à l'autre de l'épreuve. Il établit au cours de cette édition le record de la vitesse moyenne du tour (26,3 km/h). Ses performances conjuguées à celles de ses coéquipiers permettent également à sa formation de l'Unió Esportiva de Sants de gagner le classement par équipes de cette course. De plus, en tant que vainqueur final il se voit offrir une voiture Citroën à deux places.
La saison suivante, il remporte pour la deuxième fois consécutive le Tour de Catalogne. Comme l'année précédente il s'adjuge la première étape de cette course et porte la tunique de leader du début à la fin de l'épreuve. À l'arrivée à Barcelone, il devance Jaume Janer second (et vainqueur de trois étapes au sprint) de plus de cinq minutes. Le troisième du classement général, Teodor Monteys, étant relégué à 10 minutes. Ce triomphe lui permet d'acquérir une certaine notoriété en Espagne et de devenir un coureur populaire souvent ovationné par le public,. Par ailleurs, il monte sur la seconde marche du podium au Tour de Cantabrie et au Grand Prix Opel

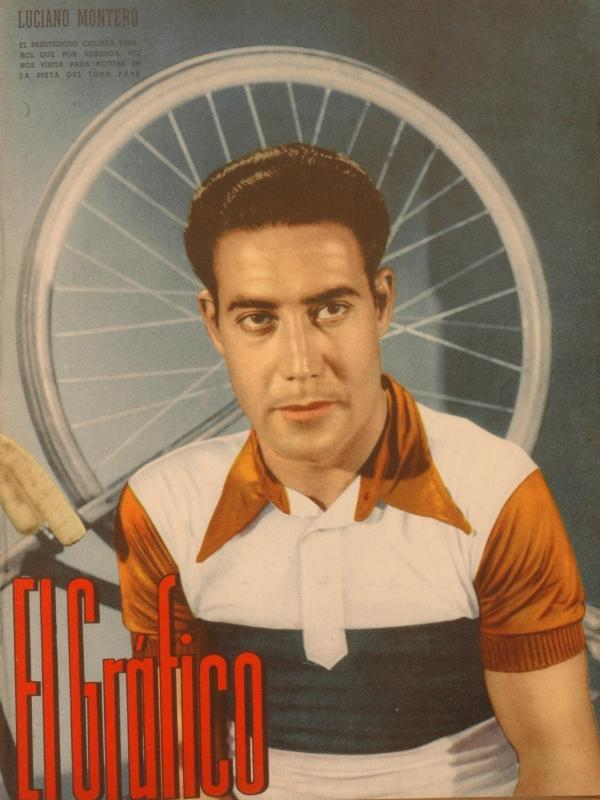
Luciano Montero, champion d'Espagne de cyclisme et coéquipier de Mució Miquel en 1928.

Au cours de l'année 1926 Mució Miguel change de formation et rejoint l'Unió Esportiva Sant-Andreu. En tête du classement général du Tour de Catalogne au soir de la troisième étape, il est dépossédé de son leadership par le jeune espoir du cyclisme espagnol Mariano Cañardo. Ce dernier est lui-même dépassé le lendemain par le coureur français Victor Fontan qui remporte la victoire finale à Barcelone devant cent-mille spectateurs. Mució Miquel réalise au cours de cette saison quelques performances honorables, il se classe par exemple deuxième du Tour des Asturies, neuvième du Tour du Pays basque et du Grand Prix de Biscaye mais ne remporte pas de succès probants. Il s'illustre cependant sur des courses moins prestigieuses qu'il peut même parfois gagner comme le Grand Prix d’Ulldecona.
En 1927, il est engagé par la section cycliste du prestigieux Football Club de Barcelone où il côtoie le Navarrais Mariano Cañardo avec qui il finit par se fâcher. Cette année la il s'adjuge le mémorial William Tarin, le titre de champion d'Espagne sur route (devant Telmo García et Francisco Cepeda) et la troisième édition du Tour des Asturies. On le retrouve également sur la dernière marche du podium du Grand Prix de Biscaye.
Au début de l'année 1928, il rejoint la formation française Dilecta-Wolber en compagnie d'autres coureurs espagnols comme Luciano Montero. Il y fait la connaissance des frères Pélissier (Henri, Francis et Charles) qui sont tous les trois membres de cette équipe et se marie avec Marie Gubert le 28 janvier à Perpignan. Pour sa première saison sous ses nouvelles couleurs, il gagne le Grand Prix de Prueba Villafranca de Ordizia et finit second du Tour de Catalogne après avoir une nouvelle fois porté le maillot blanc rayé de vert dévolu au premier du classement général pendant plusieurs étapes. Il obtient également quelques accessits sur des courses comme la Clasica a los Puertos disputée dans la sierra de Guadarrama près de Madrid qui le voit finir cinquième ou le championnat d'Espagne sur route qu'il boucle en sixième position. Il ne termine, par contre, que vingt-troisième du Tour du Pays basque à plus de deux heures et vingt-huit minutes du vainqueur le Belge  Maurice De Waele.
Il arrête sa carrière professionnelle à la fin de l'année 1929.
Il est à noter qu'à cette époque beaucoup de coureurs professionnels disputent des courses sous un autre maillot que celui de leur sponsor principal. Ainsi Mució Miquel court parfois pour le compte de France Sport - Wolber en 1925, des formations espagnoles Helvetia - Pouchois en 1926, Aracil et Lazaro y Lopez - Hutchinson l'année suivante. En 1929, il prend aussi part à quelques épreuves sous les couleurs du FC Barcelone qu'il retrouve à cette occasion.
Si le coureur est passé à la postérité en Espagne en devenant le premier cycliste à gagner deux fois de suite le Tour de Catalogne, il fait également partie des dix champions catalans à avoir remporté cette épreuve depuis sa création (le dernier en date étant Joaquim Rodríguez en 2014). Si on prend en compte l'ordre chronologique, Miquel est le quatrième coureur catalan à gagner cette course après Sebastián Masdeu (1911), José Magdalena (1912) et Juan Martí (1913). C'est le coureur d'origine navarraise, il est né à Olite, mais barcelonais d'adoption Mariano Cañardo qui poursuit la série en s'imposant à sept reprises entre  1928 et 1939 ce qui constitue un record.

### Après-cyclisme, engagement politique et décès en déportation

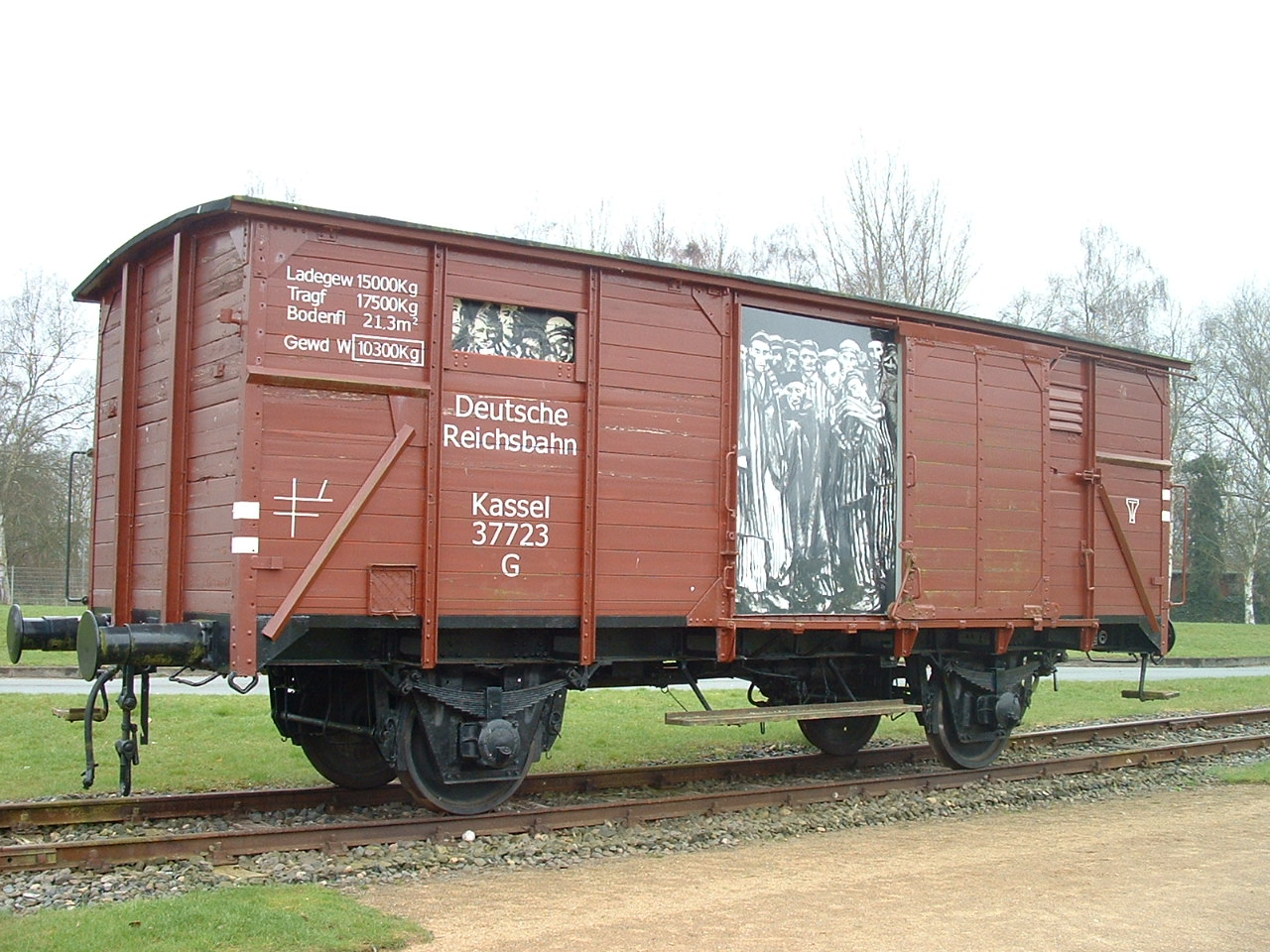
Wagon (reconstruit à l'identique) du mémorial de Neuengamme et dans lequel on acheminait les déportés durant la Seconde Guerre mondiale.

On sait peu de choses sur la vie du coureur dans les années 1930. Avec sa femme Marie, il a un fils qui nait le 14 février 1930, Robert Miquel (décédé le 8 octobre 2012) et vit en France à Perpignan.
Adhérent du Parti socialiste unifié de Catalogne, il soutient le camp des Républicains contre les factieux du général Franco pendant la Guerre Civile Espagnole,. Proche du Parti communiste français il participe à l'action de la résistance contre l'occupant allemand pendant la Seconde Guerre mondiale. Plus particulièrement, il est membre des  Francs-tireurs et partisans où il utilise le pseudonyme de clandestinité : « Roca »,.
Il est arrêté par la Gestapo le 10 avril 1944 à 4 heures du matin. Après l'avoir rudoyé devant sa famille, elle lui permet de passer une chemise, un pantalon et ses chaussures. Il est emmené par trois hommes armés de mitraillettes. Après de durs interrogatoires, il est incarcéré puis très rapidement transféré au camp de transit de Royallieu à Compiègne. Déporté en Allemagne le 21 mai 1944 en compagnie de 194 autres détenus espagnols, il est interné au camp de concentration nazi de Neuengamme au sud-est de Hambourg. Au cours de sa détention, il est probablement affecté aux Kommandos de travail de Fallersleben-Laagberg et Wöbbelin,. À la libération du camp par l'armée américaine, Mució Miquel est en vie, mais souffrant. Alors que ses camarades de captivité sont rapatriés, il demande à être hospitalisé. Trois jours après avoir repris des forces, le personnel hospitalier allemand, que les officiers américains avaient laissé en place, lui sert à manger, ainsi qu'à tous les autres déportés dans son cas, de la nourriture empoisonnée. Il décède le 27 mai 1945 à Lübtheen.

## Reconnaissance et hommages à titre posthume
En France, un arrêté du 27 octobre 1995 permettant l'apposition de la mention « Mort en déportation » sur l'acte de décès du coureur et résistant espagnol parait au journal officiel de la République française le 18 janvier 1996 (page 886). Une rue de la ville de Perpignan dans les Pyrénées-Orientales porte son nom.
Très longtemps oublié en Espagne, il est depuis quelques années l'objet d'articles de presse dans différents périodiques cyclistes ou sites internet consacrés à ce sport. On peut également trouver des informations à son sujet dans la rétrospective que le journaliste et universitaire Rafael Vallbona consacre au Tour de Catalogne en 2011.

## Palmarès

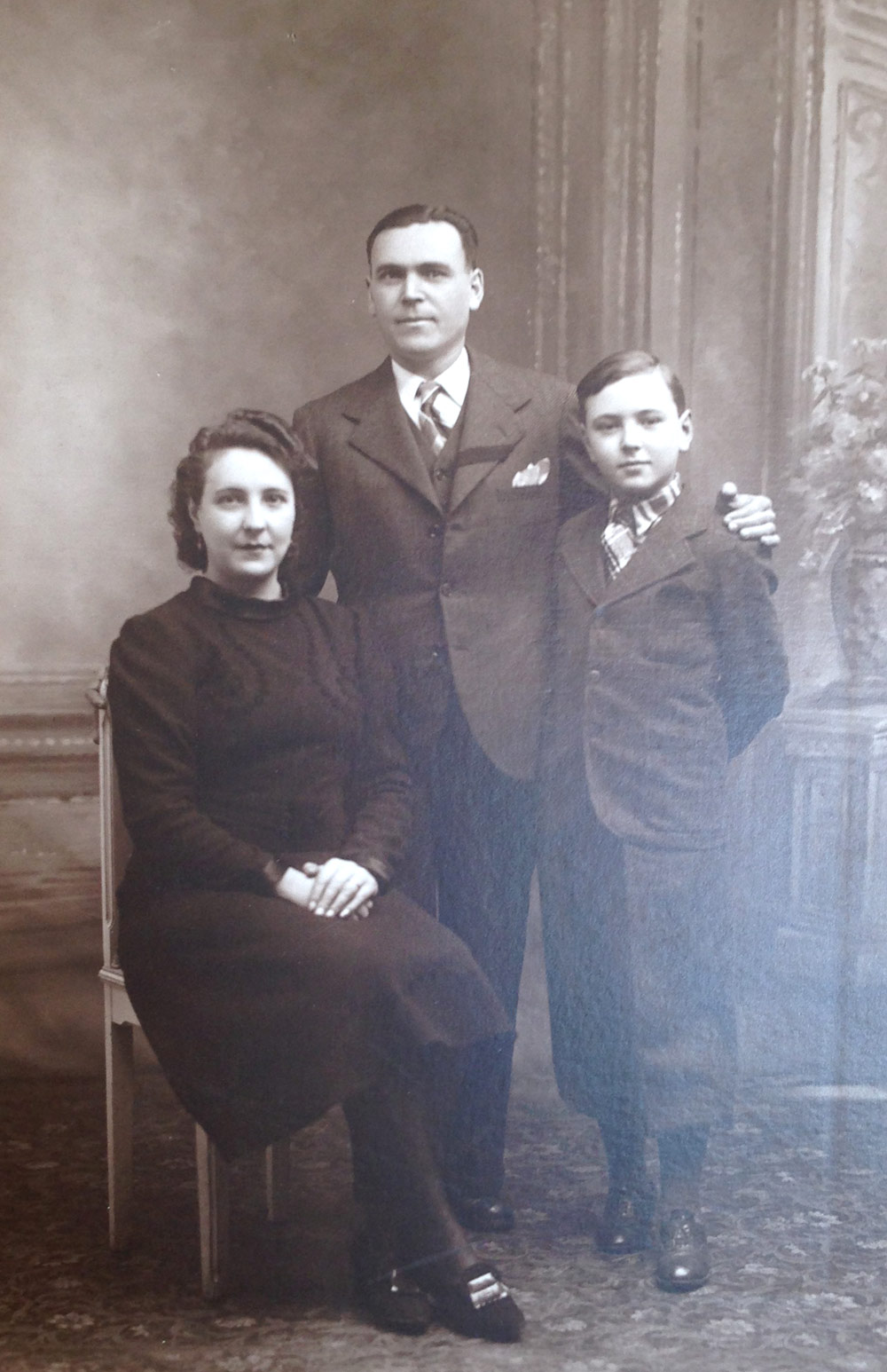
La famille Miquel : Marie, Mució et Robert.

- 1923
  - Champion de Catalogne sur route
  - 3e du championnat d'Espagne sur route
  - 5e du Tour de Catalogne
- 1924
  - Champion de Catalogne sur route
  - Tour de Catalogne
    - Classement général
    - 1re et 3e étapes

  - 9e du Tour du Pays basque
- 1925
  - Tour de Catalogne
    - Classement général
    - 1re étape

  - 2e du Tour de Cantabrie
- 1926
  - 2e du Tour de Catalogne
  - 2e du Tour des Asturies
  - 9e du Tour du Pays basque
- 1927
  -  Champion d'Espagne sur route
  - Tour des Asturies
    - Classement général
    - 1re étape

  - 3e du Grand Prix de Biscaye
- 1928
  - Prueba Villafranca de Ordizia
  - 2e du Tour de Catalogne